# تحليل عاملي

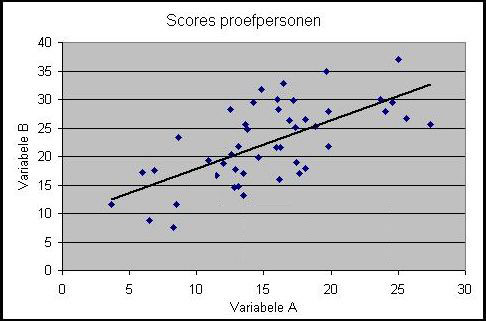

التحليل العاملي  هو طريقة إحصائية تُستخدم لوصف التباين بين المتغيرات الملاحظة والمترابطة من حيث عدد قليل من المتغيرات التي يمكن ملاحظتها والتي تسمى العوامل.
على سبيل المثال، من الممكن أن تعكس الاختلافات في ستة متغيرات ملحوظة بشكل أساسي التغيرات في متغيرين غير ملاحظتين (أساسيين).
يبحث تحليل العوامل عن هذه الاختلافات المشتركة استجابة لمتغيرات كامنة غير ملحوظة ويتم نمذجة المتغيرات المرصودة كمجموعات خطية من العوامل المحتملة، بالإضافة إلى مصطلحات «الأخطاء». يهدف تحليل العوامل إلى إيجاد متغيرات كامنة مستقلة.
النظرية الكامنة وراء الأساليب التحليلية للعامل هي أن المعلومات التي تم الحصول عليها حول الترابط بين المتغيرات المرصودة يمكن استخدامها لاحقًا لتقليل مجموعة المتغيرات في مجموعة البيانات. يستخدم تحليل العوامل بشكل شائع في علم الأحياء والقياسات النفسية ونظريات الشخصية والتسويق وإدارة المنتجات وأبحاث العمليات والتمويل. قد يساعد ذلك في التعامل مع مجموعات البيانات حيث توجد أعداد كبيرة من المتغيرات الملاحظة التي يعتقد أنها تعكس عددًا أقل من المتغيرات الأساسية / الكامنة وتعد واحدة من أكثر التقنيات استخدامًا بين التبعية وتستخدم عندما تظهر مجموعة المتغيرات ذات الصلة اعتمادًا منهجيًا فيما بينها والهدف من ذلك هو اكتشاف العوامل الكامنة التي تنشئ القواسم المشتركة.
يرتبط تحليل العامل بتحليل المكون الرئيسي (PCA)، لكن الاثنين غير متطابقين. كان هناك جدل كبير في هذا المجال حول الاختلافات بين الطريقتين (انظر القسم الخاص بتحليل العوامل الاستكشافية مقابل تحليل المكونات الرئيسية أدناه).
يمكن اعتبار PCA إصدارًا أساسيًا من تحليل العوامل الاستكشافية (EFA) الذي تم تطويره في الأيام الأولى السابقة لظهور أجهزة الكمبيوتر عالية السرعة ويهدف تحليل كل من PCA وتحليل العوامل إلى تقليل بُعد مجموعة من البيانات، لكن الأساليب المتبعة للقيام بذلك تختلف بالنسبة للتقنيتين. تم تصميم تحليل العوامل بوضوح بهدف تحديد بعض العوامل التي لا يمكن ملاحظتها من المتغيرات التي تم ملاحظتها، في حين أن PCA لا يعالج هذا الهدف مباشرة؛ في أحسن الأحوال، يوفر PCA تقريبًا للعوامل المطلوبة. من وجهة نظر التحليل الاستكشافي، فإن القيم الذاتية للـ PCA هي عبارة عن تحميلات مكونة مضخمة، أي انها تفسد بتغير الخطأ 

## التنفيذ العملي

### أنواع تحليل العوامل
التحليل العاملي الاستكشافي (EFA): يستخدم لتحديد العلاقات المعقدة والمتبادلة بين العناصر وعناصر المجموعة التي تعد جزءًا من المفاهيم الموحدة ولا يقدم الباحث افتراضات مسبقة حول العلاقات بين العوامل.
التحليل العاملي التوكيدي (CFA): هو نهج أكثر تعقيدًا يختبر الفرضية القائلة بأن العناصر مرتبطة بعوامل محددة ويستخدم CFA نمذجة المعادلة الهيكلية لاختبار نموذج القياس حيث يسمح التحميل على العوامل بتقييم العلاقات بين المتغيرات التي تم ملاحظتها والمتغيرات غير الملاحظة.
يمكن لنهج نمذجة المعادلة الهيكلية استيعاب خطأ القياس، وهي أقل تقييدًا من تقدير المربعات الصغرى.
  يتم اختبار النماذج المفترضة مقابل البيانات الفعلية، وسيوضح التحليل كميات متغيرات ملحوظة على المتغيرات الكامنة (العوامل)، وكذلك العلاقة بين المتغيرات الكامنة.

### أنواع استخراج العامل
يعد تحليل المكون الرئيسي (PCA) طريقة تستخدم على نطاق واسع لاستخراج العوامل، وهي المرحلة الأولى من (EFA). يتم حساب أوزان العوامل لاستخراج أقصى تباين ممكن ومع استمرار العوملة المتتالية حتى لا يتبقى مزيد من التباين يجب حينئذٍ تدوير نموذج العامل للتحليل.
يعد تحليل عوامل العنوان الاساسي، الذي يُطلق عليه أيضًا {Rao's canonical factoring} طريقة مختلفة لحساب نفس نموذج PCA ، والذي يستخدم طريقة المحور الرئيسي ويبحث تحليل العوامل للعنوان الاساسي عن العوامل التي لها أعلى ارتباط قانوني مع المتغيرات التي تم ملاحظتها ولا يتأثر هذا التحليل بإعادة القياس التعسفي للبيانات.
يبحث تحليل العوامل المشتركة، والذي يسمى أيضًا تحليل العوامل الرئيسية (PFA) أو تحليل العوامل (PAF)، على أقل عدد من العوامل التي يمكن أن تفسر التباين المشترك (الارتباط) لمجموعة من المتغيرات.
يعتمد تحليل الصور على مصفوفة الارتباط للمتغيرات المتوقعة بدلاً من المتغيرات الفعلية، حيث يتم التنبؤ بكل متغير من المتغيرات الأخرى باستخدام الانحدار المتعدد.
عامل ألفا يقوم على تعظيم موثوقية العوامل، على افتراض أن المتغيرات يتم أخذ عينات منها بشكل عشوائي من مجموعة من المتغيرات وتفترض جميع الطرق الأخرى حالات يتم أخذ عينات منها والمتغيرات الثابتة.
نموذج انحدار العامل هو نموذج اندماجي لنموذج العامل ونموذج الانحدار؛ أو بدلاً من ذلك، يمكن اعتباره نموذج عامل مختلط،  وعواملها معروفة جزئيًا.

### المصطلح
تحميلات العامل: القواسم المشتركة هي مربع التحميل الخارجي الموحد لأحد العناصر.
يشبه التحميل التربيعي لبيرسون، يكون عامل تحميل التربيع هو النسبة المئوية للتباين في متغير المؤشر الذي يوضحه العامل.
للحصول على نسبة التباين في جميع المتغيرات التي يتم حسابها لكل عامل، أضف مجموع عمليات تحميل العامل التربيعي لهذا العامل (العمود) وقسم على عدد المتغيرات. (لاحظ أن عدد المتغيرات يساوي مجموع تبايناتها حيث يكون التباين لمتغير قياسي هو 1.) هذا هو نفس تقسيم المتغيرات الذاتية للعامل على عدد المتغيرات.
تحميل عامل التفسير: من خلال إحدى قواعد التجربة في تحليل عامل التأكيد، يجب أن تكون التحميلات 0.7 أو أعلى لتأكيد أن المتغيرات المستقلة المحددة سلفًا يتم تمثيلها بعامل معين، على الأساس المنطقي الذي يتوافق مع مستوى 0.7. التباين في المؤشر الذي يفسره العامل.
ومع ذلك، فإن معيار.7 هو معيار عالٍ، وقد لا تفي بيانات الحياة الواقعية بهذا المعيار، وهذا هو السبب في أن بعض الباحثين، ولا سيما لأغراض الاستكشاف، سيستخدمون مستوى أدنى مثل.4 للعامل المركزي و 0.25 ل عوامل أخرى.
في الدوران المائل، يمكن للمرء أن يفحص كلا من مصفوفة النمط ومصفوفة الهيكل.
المصفوفة الهيكلية هي ببساطة مصفوفة تحميل العوامل كما هو الحال في الدوران المتعامد، والتي تمثل التباين في المتغير المقاس الذي يفسره عامل على أساس مساهمات فريدة ومشتركة.
في المقابل، تحتوي مصفوفة الأنماط على معاملات تمثل مجرد مساهمات فريدة.
هنالك قاعدة تقول انه كلما زاد عدد العوامل، كلما قلت معاملات النمط كقاعدة، حيث ستكون هناك مساهمات أكثر شيوعًا في التباين.
للدوران المائل، ينظر الباحث إلى كل من معاملات الهيكل والنمط عند توزيع الملصق على عامل ما.
Communality: مجموع تحميلات العامل التربيعي لجميع العوامل لمتغير معين (صف) هو التباين في هذا المتغير الذي تحسبه جميع العوامل. تقيس الجماعة النسبة المئوية للتباين في متغير معين موضحة بكل العوامل بشكل مشترك وقد يتم تفسيرها على أنها موثوقية المؤشر في سياق العوامل التي يتم طرحها.
الحلول الزائفة: إذا تجاوزت المشاركة 1.0، هناك حل زائف، والذي قد يعكس عينة صغيرة جدًا أو اختيار لاستخراج عدد كبير جدًا أو قليل جدًا من العوامل.
تفرد المتغير: تقلب المتغير مطروحًا منه مشتركيته.
القيم الذاتية / الجذور المميزة: تقيس القيم الذاتية مقدار التباين في العينة الكلية التي يمثلها كل عامل. نسبة القيم الذاتية هي نسبة الأهمية التفسيرية للعوامل بالنسبة للمتغيرات. إذا كان أحد العوامل يحتوي على قيمة متناظرة منخفضة، فإنه يسهم قليلاً في تفسير الفروق في المتغيرات وقد يتم تجاهله على أنه أقل أهمية من العوامل ذات القيم الذاتية الأعلى.
مجموع الاستخراج للتحميلات التربيعية: القيم الذاتية الأولية والقيم الذاتية بعد الاستخراج (المدرجة من قبل SPSS باسم «مقتطفات الأحجام التربيعية») هي نفسها بالنسبة لاستخراج PCA ، ولكن بالنسبة لطرق الاستخراج الأخرى، ستكون القيم الذاتية بعد الاستخراج أقل من نظيراتها الأولية. تقوم SPSS أيضًا بطباعة «تناوب مبالغ الأحمال التربيعية» وحتى بالنسبة لمحكمة التحكيم الدائمة، فإن القيم الذاتية هذه تختلف عن القيم الأولية الأولية والاستخراجية، على الرغم من أن إجماليها سيكون هو نفسه.
درجات العامل (تسمى أيضًا نقاط المكون في PCA): هي علامات كل حالة (صف) في كل عامل (عمود). لحساب درجة العامل لحالة معينة لعامل معين، يأخذ المرء النتيجة المعيارية للحالة في كل متغير، ويتضاعف بواسطة التحميلات المقابلة للمتغير للعامل المحدد، ويجمع هذه المنتجات. نتائج عامل الحوسبة تسمح للمرء بالبحث عن القيم المتطرفة للعامل. أيضا ويمكن استخدام درجات العامل كمتغيرات في النمذجة اللاحقة. (موضحة من PCA وليس من منظور تحليل العوامل).